# Edinson Cavani
Edinson Roberto Cavani Gómez, urugvajski nogometaš, * 14. februar 1987, Salto, Urugvaj.

## Življenjepis
Edison Cavani se je rodil v mestu Salto, ki leži na severozahodu Urugvaja. Ta kraj ima okoli 105.000 prebivalcev in je drugo največje mesto te države. Njegov oče Luis Cavani je potomec italijanskih prednikov iz Sicilije, mama Berta pa potomka poljsko-španskih prednikov. Ima tudi dva brata - Walter in Christian, ki sta tudi nogometaša. Poročen je bil z Mario Soledad-Cavani, s katero imata dva sinova, Bautista je bil rojen (22. marca 2011) in mlajši Lucas je bil rojen (8. marca 2013). Za reprezentanco Urugvaja je debitiral v Montevideu 6.februarja 2008 na prijateljski tekmi proti Kolumbiji, kjer je ob debiju dosegel tudi prvi gol za reprezentanco (2:2). Cavani trenutno igra kot napadalec pri španskem prvoligašu Valencia.